# Quararibea
Quararibea es un género con 98 especies perteneciente a la familia Malvaceae. Son árboles, de medianos a grandes. Q. asterolepis alcanza entre 25 a 35 m, con hojas simples y alternas.

## Descripción
Son árboles con hojas simples, enteras. Flores solitarias, en pares o fasciculadas, axilares u opuestas a las hojas; cáliz cupuliforme a angostamente tubular, generalmente 3–5-lobado; pétalos (en Nicaragua) lineares o angostamente oblongos, blancos o verde pálidos (Q. parvifolia); filamentos formando una columna estaminal alargada, con las anteras naciendo apicalmente; estigma capitado o ligeramente lobado. Fruto una baya generalmente asentada en el cáliz persistente, a veces ensanchado y conspicuo, pericarpo fibroso y más bien coriáceo al menos cuando joven.

## Usos
Quararibea "ishpingo" se añade a algunas variantes de la bebida alucinógena Ayahuasca.

## Taxonomía
El género fue descrito por Jean Baptiste Christophore Fusée Aublet y publicado en Histoire des Plantes de la Guiane Françoise 2: 691–692, pl. 278, en 1775.

#### Etimología
Quararibea: nombre genérico latinizado que proviene del vocablo guarariba, usado por el pueblo Kali'na (antiguamente Galibi o Caribe) como nombre vernáculo para designar a la especie Quararibea guianensis en la Guayana Francesa.

## Algunas especies
- Quararibea asterolepis
- Quararibea aurantiocalyx
- Quararibea caldasiana
- Quararibea funebris
- Quararibea gomeziana
- Quararibea grandifolia
- Quararibea guianensis
- Quararibea magnifica
- Quararibea pendula
- Quararibea penduliflora
- Quararibea platyphylla
- Quararibea pterocalyx
- Quararibea santaritensis
- Quararibea turbinata
- Quararibea velutina
- Quararibea yunckeri